# Liste der Baudenkmäler in Ehekirchen
Auf dieser Seite sind die Baudenkmäler in der oberbayerischen Gemeinde Ehekirchen zusammengestellt. Diese Tabelle ist eine Teilliste der Liste der Baudenkmäler in Bayern. Grundlage ist die Bayerische Denkmalliste, die auf Basis des Bayerischen Denkmalschutzgesetzes vom 1. Oktober 1973 erstmals erstellt wurde und seither durch das Bayerische Landesamt für Denkmalpflege geführt wird. Die folgenden Angaben ersetzen nicht die rechtsverbindliche Auskunft der Denkmalschutzbehörde.

## Baudenkmäler nach Gemeindeteilen

### Ehekirchen
| Lage                                    | Objekt                              | Beschreibung | Akten-Nr.             | Bild           |
| --------------------------------------- | ----------------------------------- | --- | --------------------- | -------------- |
| Gartenstraße 30 (Standort)              | Stadel                              | stattlicher gemauerter Satteldachbau, bezeichnet mit dem Jahr 1861, nach Brand wieder aufgebaut 1864. | D-1-85-127-2 Wikidata | BW             |
| Hauptstraße 3 (Standort)                | Kapelle                             | Satteldachbau, zweite Hälfte 19. Jahrhundert; mit Ausstattung; im Ort bei Hauptstraße 3. | D-1-85-127-3 Wikidata | BW             |
| Hauptstraße 5; Hauptstraße 7 (Standort) | Bauernhaus                          | erdgeschossiges Wohnstallhaus, erste Hälfte 19. Jahrhundert. | D-1-85-127-4 Wikidata | BW             |
| Dr.-Müller-Straße (Standort)            | Wegkapelle                          | kleiner Satteldachbau mit Lourdesgrotte, 19. Jahrhundert | D-1-85-127-6 Wikidata | BW             |
| Neuburger Straße 10 (Standort)          | Ehemaliger Brauereigasthof          | zweigeschossiger giebelständiger Satteldachbau, um 1740 (dendrochronologisch datiert), um 1766 (dendrochronologisch datiert) nach Osten erweitert, mit Putzgliederung um 1900, mit Kelleranlagen des 18./19. Jahrhundert unter Einbezug älteren Bestandes | D-1-85-127-54         | BW             |
| Pfarrer-Dr.-Troll-Straße 6 (Standort)   | Katholische Pfarrkirche St. Stephan | Saalkirche, erbaut 1895/96; mit Ausstattung; Friedhofsmauer, Backstein, wohl gleichzeitig; Leichenhaus, winkelförmiger Bau mit Satteldach, spitzbogigen Öffnungen und Zwiebeltürmchen, wohl Ende 19. Jahrhundert.                                         | D-1-85-127-1 Wikidata | weitere Bilder |

### Ambach
| Lage                        | Objekt                             | Beschreibung                                                                                        | Akten-Nr.             | Bild |
| --------------------------- | ---------------------------------- | --------------------------------------------------------------------------------------------------- | --------------------- | ---- |
| Am Wiesenrain 10 (Standort) | Austragshaus                       | eingeschossiges Kleinhaus, Mitte 19. Jahrhundert; Stallstadel, Satteldachbau, Ende 19. Jahrhundert. | D-1-85-127-9 Wikidata | BW   |
| Glockenweg 6 (Standort)     | Katholische Pfarrkirche St. Martin | Saalkirche, Chorturmkirche des 14./15. Jahrhundert, barockisiert; mit Ausstattung.                  | D-1-85-127-7 Wikidata | BW   |

### Auhof
| Lage               | Objekt     | Beschreibung          | Akten-Nr.              | Bild |
| ------------------ | ---------- | --------------------- | ---------------------- | ---- |
| Auhof 1 (Standort) | Wegkapelle | wohl 18. Jahrhundert. | D-1-85-127-10 Wikidata | BW   |

### Bonsal
| Lage                         | Objekt                               | Beschreibung | Akten-Nr.              | Bild |
| ---------------------------- | ------------------------------------ | --- | ---------------------- | ---- |
| Kirchring 3 (Standort)       | Katholische Pfarrkirche St. Valentin | Saalkirche, Anfang 15. Jahrhundert, Umgestaltung zweite Hälfte 17. Jahrhundert, Turmhelm 1854; mit Ausstattung.                       | D-1-85-127-11 Wikidata | BW   |
| Kirchring 14 (Standort)      | Ehemaliges Bauernhaus                | Hakenhof; eingeschossiger Satteldachbau, drittes Viertel 19. Jahrhundert; südlich ehemaliger Stadel, drittes Viertel 19. Jahrhundert. | D-1-85-127-13 Wikidata | BW   |
| Kirchring 20 (Standort)      | Wohnhaus                             | eingeschossiger Bau mit Satteldach, wohl zweite Hälfte 18. Jahrhundert.                                                               | D-1-85-127-47 Wikidata | BW   |
| Schönesberger Weg (Standort) | Steinkreuz                           | 15./16. Jahrhundert. | D-1-85-127-14 Wikidata | BW   |
| Veith-Weg 3 (Standort)       | Wegkapelle                           | mit profiliertem Giebeldreieck, bezeichnet mit dem Jahr 1923.                                                                         | D-1-85-127-15 Wikidata | BW   |

### Buch
| Lage                         | Objekt                              | Beschreibung | Akten-Nr.              | Bild |
| ---------------------------- | ----------------------------------- | --- | ---------------------- | ---- |
| Bonsaler Straße (Standort)   | Wegkapelle                          | 19. Jahrhundert; an der Straße nach Ehekirchen. | D-1-85-127-20 Wikidata | BW   |
| Bonsaler Straße 3 (Standort) | Katholische Pfarrkirche St. Michael | Saalkirche, um 1500, 1787 verlängert, Turmoberteil und Sakristei 1921; mit Ausstattung.                                                                    | D-1-85-127-16 Wikidata | BW   |
| Bonsaler Straße 6 (Standort) | Ehemaliges Bauernhaus               | eingeschossiger Bau mit steilem Satteldach, „Deutschem Band“ (Backsteinfries) und Zwerchhaus, nördlich Anbau, erste Hälfte 19. Jahrhundert, im Kern älter. | D-1-85-127-17 Wikidata | BW   |
| Rainer Straße 3 (Standort)   | Kleinbauernhaus                     | erdgeschossig mit Gesimsstücken am Giebel, Mitte 19. Jahrhundert; Stallstadel, Satteldachbau, Ende 19. Jahrhundert.                                        | D-1-85-127-19 Wikidata | BW   |

### Dinkelshausen
| Lage                         | Objekt                              | Beschreibung                                                     | Akten-Nr.              | Bild           |
| ---------------------------- | ----------------------------------- | ---------------------------------------------------------------- | ---------------------- | -------------- |
| Dinkelshausen C 5 (Standort) | Katholische Pfarrkirche St. Gertrud | Saalkirche, 15. Jahrhundert, 1715 barockisiert; mit Ausstattung. | D-1-85-127-21 Wikidata | weitere Bilder |

### Fernmittenhausen
| Lage                           | Objekt                               | Beschreibung | Akten-Nr.              | Bild                                 |
| ------------------------------ | ------------------------------------ | --- | ---------------------- | ------------------------------------ |
| Fernmittenhausen 5 (Standort)  | Katholische Filialkirche St. Michael | Chorturmkirche, Saalkirche, 12./13. Jahrhundert, 1764 verlängert, Sakristei 1830, Turm modern erhöht; mit Ausstattung. | D-1-85-127-22 Wikidata | Katholische Filialkirche St. Michael |
| Fernmittenhausen 31 (Standort) | Ehemaliges Bauernhaus                | eineinhalbgeschossiger Satteldachbau mit Zwerchgiebel, Ende 19. Jahrhundert.                                           | D-1-85-127-23 Wikidata | Ehemaliges Bauernhaus                |

### Haselbach
| Lage                      | Objekt                                            | Beschreibung | Akten-Nr.              | Bild |
| ------------------------- | ------------------------------------------------- | --- | ---------------------- | ---- |
| Kreisstraße (Standort)    | Katholische Kapelle St. Sylvester                 | kleiner Satteldachbau mit geradem Chorschluss und Dachreiter, Chor 16. Jahrhundert, Langhaus 17. Jahrhundert; mit Ausstattung. | D-1-85-127-25 Wikidata | BW   |
| Kreisstraße 25 (Standort) | Ehemaliger Ökonomiepfarrhof; ehemaliges Pfarrhaus | zweigeschossiger Satteldachbau, Dachwerk bezeichnet mit dem Jahr 1713, Umbauten 1871 und 1960; südlich Stall- und Stadelbau, stichbogige Öffnungen, 1892; östlich Back- und Waschhaus, kleiner eingeschossiger Bau, wohl spätes 19. Jahrhundert; Lourdesgrotte, 1904. | D-1-85-127-46 Wikidata | BW   |
| Ringstraße 18 (Standort)  | Katholische Pfarrkirche St. Michael               | Chorturmkirche, im Kern mittelalterlich, Turmerhöhung um 1500, um 1775 barockisiert; mit Ausstattung. | D-1-85-127-24 Wikidata | BW   |

### Hollenbach
| Lage                      | Objekt                               | Beschreibung | Akten-Nr.              | Bild                                 |
| ------------------------- | ------------------------------------ | --- | ---------------------- | ------------------------------------ |
| Kirchstraße 6 (Standort)  | Kleinbauernhaus                      | eingeschossiger Satteldachbau, erste Hälfte 19. Jahrhundert.                                                                                     | D-1-85-127-28 Wikidata | Kleinbauernhaus                      |
| Kirchstraße 11 (Standort) | Katholische Pfarrkirche St. Quirinus | Saalkirche, Chor und Turm 15. Jahrhundert, Langhaus von 1922; mit Ausstattung; – Leichenhaus, ehemalige Seelenkapelle, um 1740; mit Ausstattung. | D-1-85-127-26 Wikidata | Katholische Pfarrkirche St. Quirinus |
| Kirchstraße 17 (Standort) | Pfarrhaus                            | zweigeschossiger Satteldachbau, im Ostgiebel Figurengruppe, um 1725; Nebengebäude, kleiner Satteldachbau, 18./19. Jahrhundert.                   | D-1-85-127-29 Wikidata | Pfarrhaus                            |

### Holzkirchen
| Lage                         | Objekt                             | Beschreibung | Akten-Nr.              | Bild |
| ---------------------------- | ---------------------------------- | --- | ---------------------- | ---- |
| Kirchbergstraße 7 (Standort) | Katholische Pfarrkirche St. Lorenz | Saalkirche, wohl frühes 15. Jahrhundert, Anbauten und Turmerhöhung zweite Hälfte 18. Jahrhundert; mit Ausstattung. | D-1-85-127-30 Wikidata | BW   |

### Nähermittenhausen
| Lage                            | Objekt                                 | Beschreibung                                                                        | Akten-Nr.              | Bild                                   |
| ------------------------------- | -------------------------------------- | ----------------------------------------------------------------------------------- | ---------------------- | -------------------------------------- |
| Nähermittenhausen (Standort)    | Wegkapelle                             | kleiner Satteldachbau, 19. Jahrhundert; am westlichen Ortsrand.                     | D-1-85-127-32 Wikidata | Wegkapelle                             |
| Nähermittenhausen 22 (Standort) | Katholische Filialkirche St. Sebastian | Chorturmkirche, im Kern Ende 14. Jahrhundert, Turmoberteil barock; mit Ausstattung. | D-1-85-127-31 Wikidata | Katholische Filialkirche St. Sebastian |

### Schainbach
| Lage                            | Objekt                              | Beschreibung                                                                                   | Akten-Nr.              | Bild           |
| ------------------------------- | ----------------------------------- | ---------------------------------------------------------------------------------------------- | ---------------------- | -------------- |
| St.-Martin-Straße 11 (Standort) | Ortskapelle                         | zweite Hälfte 19. Jahrhundert.                                                                 | D-1-85-127-34 Wikidata | BW             |
| St.-Martin-Straße 37 (Standort) | Katholische Filialkirche St. Martin | Chorturmkirche, im Kern mittelalterlich, Anfang 18. Jahrhundert barockisiert; mit Ausstattung. | D-1-85-127-33 Wikidata | weitere Bilder |

### Schönesberg
| Lage                       | Objekt                                     | Beschreibung | Akten-Nr.              | Bild           |
| -------------------------- | ------------------------------------------ | --- | ---------------------- | -------------- |
| Rieder Straße 3 (Standort) | Katholische Pfarrkirche St. Johannes d. T. | Saalkirche, Chorturmkirche, im Kern 14. Jahrhundert, barockisiert zweite Hälfte 17. Jahrhundert; mit Ausstattung. | D-1-85-127-35 Wikidata | weitere Bilder |

### Seiboldsdorf
| Lage                      | Objekt                                     | Beschreibung | Akten-Nr.              | Bild                                       |
| ------------------------- | ------------------------------------------ | --- | ---------------------- | ------------------------------------------ |
| Kastanienweg 3 (Standort) | Katholische Pfarrkirche St. Peter und Paul | um 1500, Umgestaltung um 1700, 1714, Neubau Langhaus 1978; mit Ausstattung.                                                                                 | D-1-85-127-38 Wikidata | Katholische Pfarrkirche St. Peter und Paul |
| Ortsstraße 8 (Standort)   | Ehemaliges Schloss                         | stattlicher zweigeschossiger Bau mit Halbwalmdach und Putzgliederung, wohl zweite Hälfte 18. Jahrhundert; Stadel, mit Steilsatteldach, 17./18. Jahrhundert. | D-1-85-127-39 Wikidata | Ehemaliges Schloss                         |

### Walda
| Lage                    | Objekt                  | Beschreibung                                                      | Akten-Nr.              | Bild           |
| ----------------------- | ----------------------- | ----------------------------------------------------------------- | ---------------------- | -------------- |
| Kirchplatz 3 (Standort) | Historische Ausstattung | in modernem Kirchenbau St. Maria Immaculata von 1956.             | D-1-85-127-40 Wikidata | weitere Bilder |
| Mühlweg (Standort)      | Epitaphien              | bezeichnet mit dem Jahr 1474, 1490, 1500; im alten Friedhof.      | D-1-85-127-41 Wikidata | BW             |
| Mühlweg 5 (Standort)    | Ehemaliges Pfarrhaus    | zweigeschossiger Bau mit Steildach, erste Hälfte 19. Jahrhundert. | D-1-85-127-42 Wikidata | BW             |
| Schloßweg 5 (Standort)  | Ehemalige Schule        | zweigeschossiger Satteldachbau, zweite Hälfte 19. Jahrhundert.    | D-1-85-127-43 Wikidata | BW             |

### Wallertshofen
| Lage               | Objekt     | Beschreibung                                                                        | Akten-Nr.              | Bild |
| ------------------ | ---------- | ----------------------------------------------------------------------------------- | ---------------------- | ---- |
| Schweil (Standort) | Wegkapelle | kleiner Satteldachbau mit Putzgliederung, 19./20. Jahrhundert; nördlich der Straße. | D-1-85-127-44 Wikidata | BW   |

### Weidorf
| Lage                  | Objekt                                                         | Beschreibung                                           | Akten-Nr.              | Bild |
| --------------------- | -------------------------------------------------------------- | ------------------------------------------------------ | ---------------------- | ---- |
| Kirchweg 2 (Standort) | Kirchturm der Katholischen Filialkirche St. Stephan und Lorenz | Neubau von 1970, 13./14. Jahrhundert; mit Ausstattung. | D-1-85-127-45 Wikidata | BW   |

### Keinem Ortsteil zugeordnet
| Lage          | Objekt      | Beschreibung | Akten-Nr.     | Bild |
| ------------- | ----------- | --- | ------------- | ---- |
| Schiebfeld () | Feldkapelle | kleiner, offener Satteldachbau mit abgetrepptem Giebelfeld und Putzgliederung, seitlich Glasfenster, teilweise Buntglas, erbaut 1931 | D-1-85-127-52 |      |

## Abgegangene Baudenkmäler
In diesem Abschnitt sind Objekte aufgeführt, die früher einmal in der Denkmalliste eingetragen waren, jetzt aber nicht mehr existieren, z. B. weil sie abgebrochen wurden. Aktennummern in diesem Abschnitt sind ehemalige, jetzt nicht mehr gültige Aktennummern.

| Lage                                   | Objekt                   | Beschreibung                               | Akten-Nr.              | Bild |
| -------------------------------------- | ------------------------ | ------------------------------------------ | ---------------------- | ---- |
| Schönesberg Rieder Straße 1 (Standort) | Ehemaliger Pfarrststadel | im Kern 17. Jahrhundert, modern ausgebaut. | D-1-85-127-37 Wikidata | BW   |